# Fuerzas Armadas de Paraguay
Las Fuerzas Armadas de Paraguay, oficialmente Fuerzas Armadas de la Nación, es un término que denota a un conjunto compuesto por el Ejército Paraguayo, la Armada Paraguaya y la Fuerza Aérea Paraguaya.
El presidente de Paraguay es el comandante en jefe de las Fuerzas Armadas.

## Fuerzas Armadas
Sus Fuerzas Armadas están divididas en Ejército, Armada y Fuerza Aérea. Desde los años 1980 el promedio de personal militar se encontraba cerca de los 13 500 efectivos. En años recientes el número de conscriptos ha sido reducido en gran parte. 
El Ejército constituye por tres cuerpos y nueve divisiones, además de varios comandos y direcciones, lo que confirma que en mayor o menor grado las unidades y formaciones son tan solo nominales o esqueléticas en tiempo de paz. Oficialmente, el Ejército cuenta con 10 000 efectivos, la Armada con 2000, la Fuerza Aérea con 1500 y el REP con 15 000 hombres.
El presupuesto anual de las FF. AA. es de 120 millones de dólares, 80 % del cual es asignado a servicios de personal, salarios y bonificaciones.
Durante la dictadura militar de Alfredo Stroessner, las fuerzas armadas al igual que en todo el Cono Sur cometieron violaciones graves de los derechos humanos y fueron protagonistas de varias desapariciones forzosas de personas consideradas opositoras al régimen, su estructura estuvo ligada al Partido Colorado (en el poder desde 1947, construyendo de esta manera el triple eje: FF. AA. - Partido Colorado - Gobierno).
Tras la caída de la dictadura militar, las FF. AA. se desligaron del poder político. En 1993 asumió la presidencia un civil, después de décadas de gobierno militar.

## Guerras, batallas y conflictos
- Importantes contingentes del ejército de la intendencia del Paraguay y milicianos paraguayos participando en la defensa de Buenos Aires y Montevideo durante las invasiones inglesas del Río de la Plata contra el Imperio Británico (1806-1807)
- Un grupo destacado de paraguayos luchando dentro del batallón “Buenos Ayres” junto a soldados rioplatenses en el Ejército de Galicia durante la guerra de la Independencia Española contra el Imperio Francés (1808-1814)[6][7]
- Expedición de Belgrano al Paraguay también conocido como Campaña de Independencia del Paraguay (1810-1811) contra Provincias Unidas del Río de la Plata.
  - Batalla de Campichuelo (1810).
  - Batalla de Paraguarí (1811).
  - Batalla de Tacuarí (1811).
  - Ocupación de Corrientes (1811)
- Independencia del Paraguay (1811).
  - Revolución de mayo de 1811 (1811).
- Invasión Portuguesa de 1811 (1811 - 1812) inicialmente a favor del Imperio Español como provincia y del Imperio Portugués contra Provincias Unidas del Río de la Plata, finalmente en 1812 enviando tropas a favor de Artigas contra el Imperio Portugués.
- Guerra Platina (1851 - 1852) a favor del Imperio de Brasil contra la Confederación Argentina.
- Crisis del vapor USS Water Witch (1855-1859) inicialmente un bombardeo a un vapor de la Armada de Estados Unidos que desató una crisis diplomática y luego una expedición naval de alrededor de veinte buques en el río Paraná, que terminaría con la firma de un tratado de navegación libre sobre los ríos de Paraguay.[8][9]
  - Combate en Itá Pirú
  - Expedición estadounidense en el río Paraná y río Paraguay
- Guerra de la Triple Alianza o Guerra del Paraguay (1864 - 1870) contra Brasil, Argentina y Uruguay.
  - Campaña del Mato Grosso
  - Campaña de Corrientes
  - Campaña de Humaitá
  - Campaña de Pikysyry
  - Campaña de las Cordilleras
- Alzamiento del 18 de octubre de 1891
- Revolución Liberal - Guerra Civil Paraguaya de 1904 contra Colorados.
- Golpe de Estado de 1908 contra Benigno Ferreira - Guerra Civil Paraguaya de 1908
- Guerra Civil Paraguaya de 1911-1912 contra Liberales Radicales de Albino Jara.
- Guerra Civil Paraguaya del 22 (1922-1923) contra parte del ejército paraguayo sublevado.
- Guerra del Chaco (1932 - 1935) contra Bolivia.
  - El Incidente de laguna Pitiantuta
  - Batalla de Boquerón
  - Primera batalla de Nanawa
  - Primera y Segunda Batalla de Fortín Fernández Herrera
  - Batalla de Corrales
  - Batalla de Toledo
  - Primera Batalla de Alihuatá
  - Batalla de Campo Jordán
  - Segunda Batalla de Nanawa
  - Batalla de Campo Grande
  - Segunda batalla de Alihuatá
  - Cerco de Campo Vía
  - Captura del Fortín Magariños
  - Batalla de Cañada Tarija
  - Batalla de Cañada Strongest
  - Ofensiva relámpago a Carandaytý
  - Primera batalla de Algodonal
  - Batalla de El Carmen
  - Batalla de Yrendagüé
  - Batalla de Ybybobó
  - Batalla de Villamontes
  - Batalla de Pozo del Tigre-Ingavi
- Golpe de Estado en Paraguay de 1936 contra Eusebio Ayala
- Segunda Guerra Mundial (1937 - 1945) como parte de los Aliados contra Potencias del Eje.
- Guerra Civil Paraguaya del 47 (1947) contra Triple Alianza: Franquistas, Liberales y Comunistas.
- Golpe de Estado en Paraguay de 1954 contra Federico Chávez.
- Insurgencia del Movimiento 14 de Mayo para la liberación de Paraguay (1959-1961)[10]
- Insurgencia del Frente Unido de Liberación Nacional «FULNA» (1959-1965)[11]
- Insurgencia del Partido Comunista Paraguayo (1959-1970)
- Guerra civil dominicana (1965) como parte de la Fuerza interamericana de paz en la Operación Power Pack a favor de Lealistas Dominicanos contra Constitucionalistas Dominicanos.
  - Ocupación estadounidense de la República Dominicana (1965 -1966) como parte de la Fuerza interamericana de paz en la operación de mantenimiento de la paz "DOMREP".
- Insurgencia Comunista en Paraguay (1973-1982?)[12]«eventos pueden estar vinculados con la fase activa del Plan Cóndor y reacciones a las persecuciones de la dictadura de Stroessner»
  - Insurgencia del Ejército Paraguayo Revolucionario «EPR» (1973-76)[12]
  - Persecución al Movimiento Paraguayo de Liberación «MOPAL» [12]
  - Persecución al Partido Obrero Revolucionario Armado «PORA» [12]
  - Insurgencia de la Organización Primero de Marzo u Organización Político-Militar «OPM» (1973-1976/78)[12]
  - Persecución al Movimiento Independiente «MI» [12]
  - Insurgencia del Comité Central del Partido Comunista Pro - Chino (1980-1982)[12]
  - Enfrentamiento en Caaguazú (1980)[12]
  - Atentado en Asunción contra el dictador de Nicaragua Anastasio Somoza[13]
- Golpe de Estado en Paraguay de 1989 contra Alfredo Stroessner.
- Intento de golpe de Estado de Paraguay de 1996
- Marzo paraguayo de 1999 «La caballería intervino por órdenes de Grau en los disturbios con blindados EE-11 Urutu y EE-09 Cascavel, sin hacer uso del armamento»
- Intento de golpe de Estado de Paraguay de 2000 contra Movimiento Patriótico Fulgencio Yegros
- Insurgencia en Paraguay (2005-presente) contra Ejército del Pueblo Paraguayo «EPP», Agrupación Campesina Armada «ACA», Ejército del Mariscal López «EML» y bandas narcotraficantes.
  - Enfrentamiento de Curuguaty (2012).
  - Asalto a Prosegur (2017).

## Misiones de paz de la ONU con que cuenta presencia
- Haití (MINUSTAH): misión de estabilización de las Naciones Unidas (ONU) en Haití.
- Chipre (UNIFICYP): fuerza de la ONU para el mantenimiento de la paz en Chipre.
- República Democrática del Congo (MONUC): misión de las Naciones Unidas en la República Democrática del Congo.
- Chad y República Centroafricana (MINURCAT): misión de las Naciones Unidas en Chad y la República Centroafricana.
- Costa de Marfil (ONUCI): Operación de las Naciones Unidas en Costa de Marfil.
- República Democrática del Congo (MONUSCO)
- Sudán del Sur (UNMISS)